# LyX
Pour l’article ayant un titre homophone, voir L'X.
Lyx, typographié LyX, est un logiciel libre WYSIWYM sous licence GNU GPL pour la création de documents LaTeX. 
À la différence des traitements de texte courants, LyX n'est pas tout à fait WYSIWYG. Le résultat de l'impression d'un document n'est pas identique à ce qui est affiché à l'écran. Le logiciel LyX a été conçu pour que l'utilisateur n'ait pas à sa charge la mise en page, et qu'il puisse se concentrer sur le contenu du texte et sur la structure du document. Les concepteurs de LyX ont développé le logiciel afin qu'il obéisse à la règle WYSIWYM selon laquelle ce que vous voyez (à l'écran) est ce que vous voulez dire.
Le formatage du document est exécuté selon la structure donnée par l'utilisateur et par LaTeX. LyX manipule des documents pouvant être de simples petits articles, ou des livres avec un bon nombre de correspondances et d'illustrations.
L'éditeur de texte LyX est disponible pour différents systèmes d'exploitation et pour plusieurs plateformes Unix, comprenant GNU/Linux, OS/2, Windows/Cygwin et macOS.

## Historique
LyX est apparu la première fois sous le nom de Lyrix, mais a dû être rebaptisé en raison de l'existence d'un traitement de texte du même nom édité par la société SCO. Le nom LyX a été choisi parce que les extensions de fichier des documents de Lyrix s’appelaient déjà « lyx ».
La version 1.5.0 a été la première à prendre en charge Unicode et donc les systèmes d'écriture chinois, japonais et coréen de manière native.

## Fonctionnalités
LyX supporte des langues s'écrivant de droite à gauche comme l'hébreu et l'arabe. Depuis la version 1.5, il supporte le chinois, le japonais et le coréen en natif grâce à la prise en charge d’Unicode.
LyX peut également transformer un document en XML au format DocBook, permettant ainsi d'utiliser les outils de XML et de DocBook, comme XSLT, qui produisent des fichiers dans les formats HTML, PDF ou encore ePub.